# Accijnstoren
De Accijnstoren is een toren in Alkmaar gebouwd in 1622.

## Beschrijving en geschiedenis
De Accijnstoren kent een vierkante plattegrond en gebouwd in baksteen met natuurstenen banden. De toren heeft een luidklok.
Het was aanvankelijk een soort belastingkantoor. Ingevoerde goederen moesten hier worden aangegeven, de accijnzen die dat opleverden waren een belangrijke inkomstenbron voor de stad.
De brug waar de toren deels op staat, was ooit een draaibrug, die in 1903 werd vervangen door een ophaalbrug. Door toenemend verkeer is deze inmiddels verdwenen.
In 1924 werd de toren 4 meter verplaatst vanwege een verbreding van de Bierkade.